# Kinoton
Kinoton GmbH est une société allemande d'équipements de cinéma numérique et d'écrans à cristaux liquides 360°.
La société a son siège social à Germering près de Munich, avec plusieurs sites en Allemagne et en Autriche.
Elle a été mise en liquidation judiciaire en avril 2014 et la marque « Kinoton » a été reprise par la société Kinoton Digital Solutions.

## Dans la fiction
La société et sa marque sont citées dans le film La Cité de la peur (1994).